# N-アセチルノイラミン酸エピメラーゼ
N-アセチルノイラミン酸エピメラーゼ(N-acetylneuraminate epimerase、EC 5.1.3.24)は、以下の化学反応を触媒する酵素である。
N-アセチル-α-ノイラミン酸{\displaystyle \rightleftharpoons }N-アセチル-β-ノイラミン酸
系統名は、N-アセチル-α-ノイラミン酸 2-エピメラーゼ(N-acetyl-alpha-neuraminate 2-epimerase)である。
脊椎動物のシアル酸と糖の複合体は、ほぼアルファ型の結合である。